# 12 1/2 Jaar
12 1/2 Jaar è la seconda raccolta della flautista Berdien Stenberg.

## Tracce
1. Jubileummedley – 8:38
2. Danzas Espanolas – 4:22
3. Eine kleine nachtmusik – 4:30
4. Clarinetconcert - Thema Out of Africa – 8:17
5. Voi che sapete – 2:45
6. Alleluja – 2:38
7. Rondo alla turca – 3:28
8. Seasonal Japanese Melodies – 5:45
9. Les oiseaux tristes du Zuiderzee – 4:28
10. Concerto pour une voix – 4:30
11. Medley – 3:44
12. Roses from the south – 3:18
13. Medley – 4:20